# カリフォルニア大学ロサンゼルス校

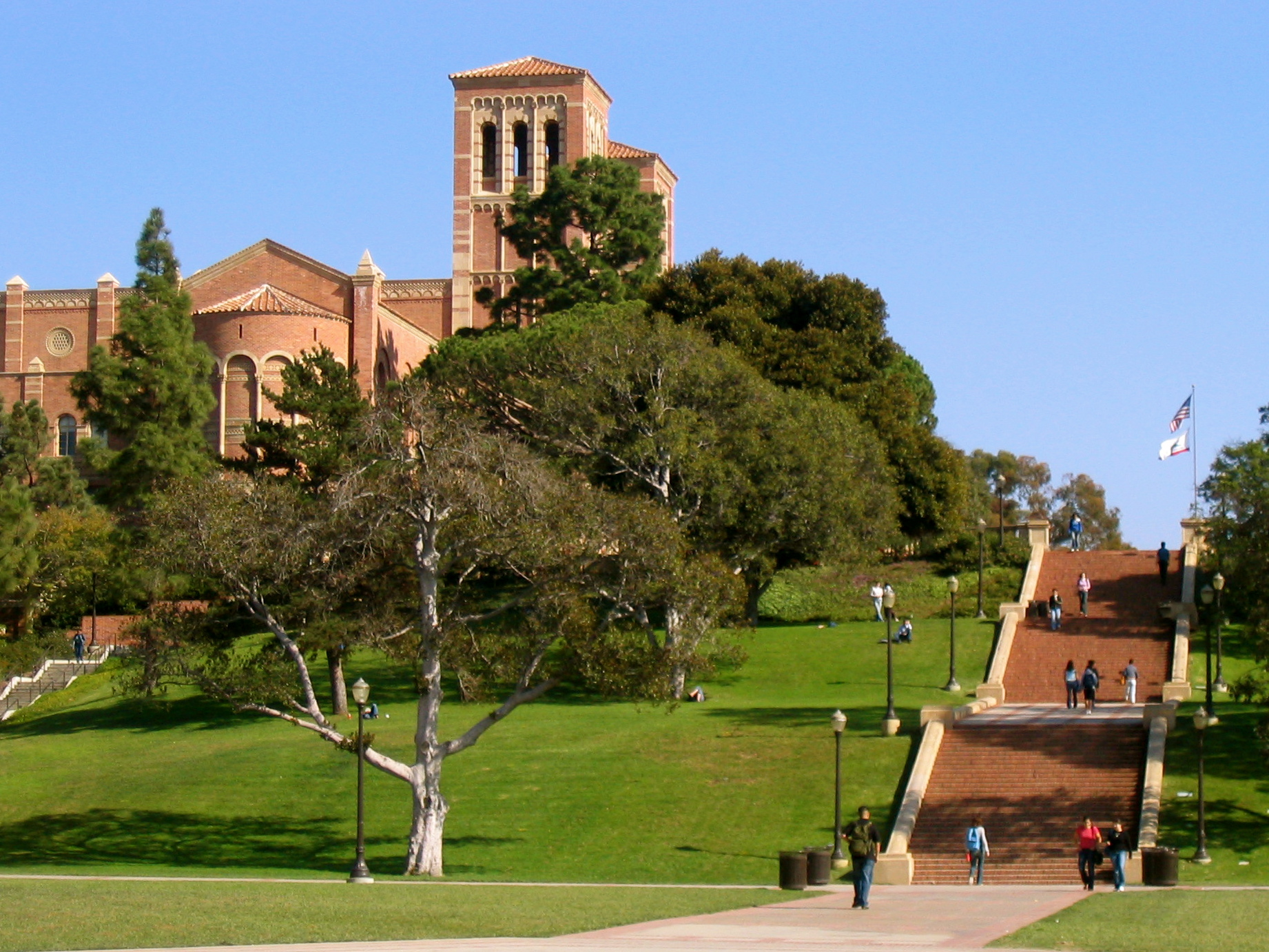

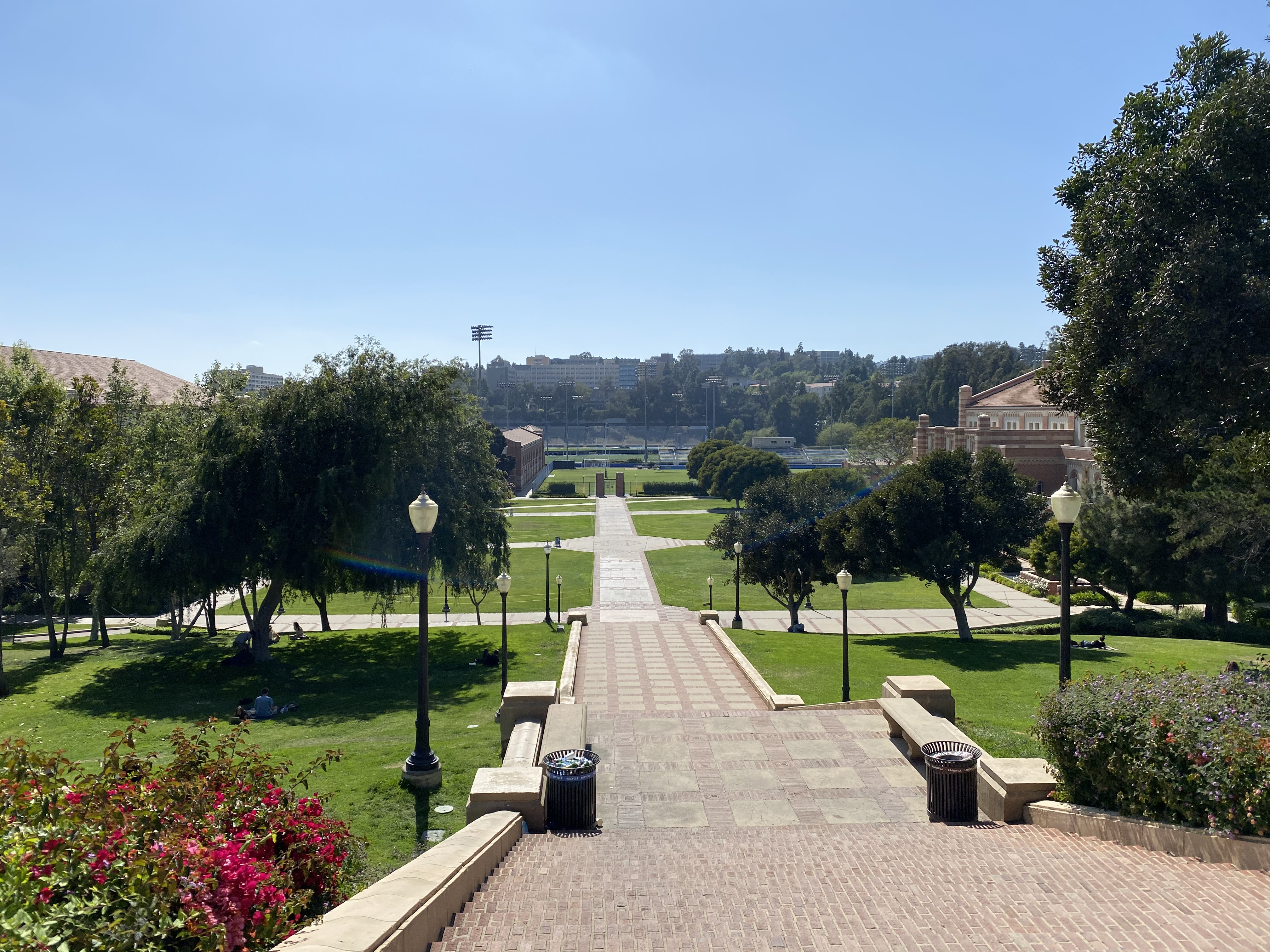
UCLA stairs

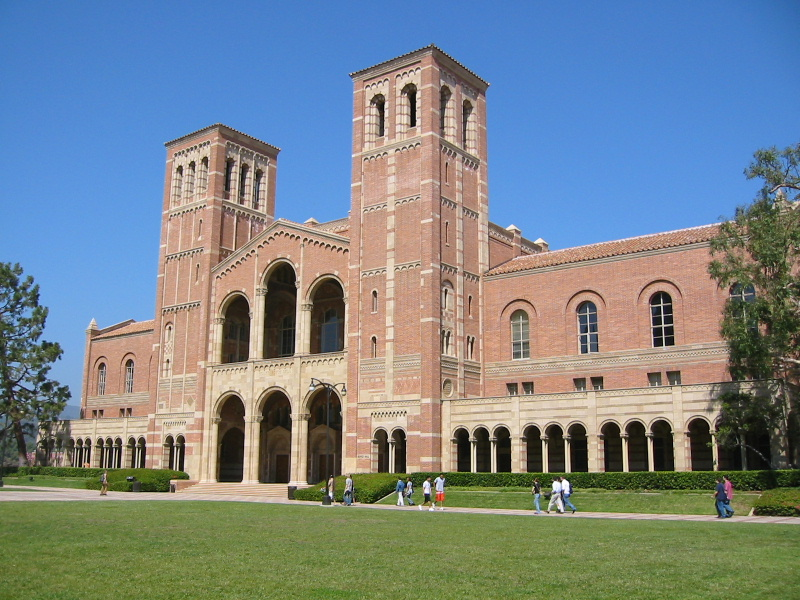
Royce Hall

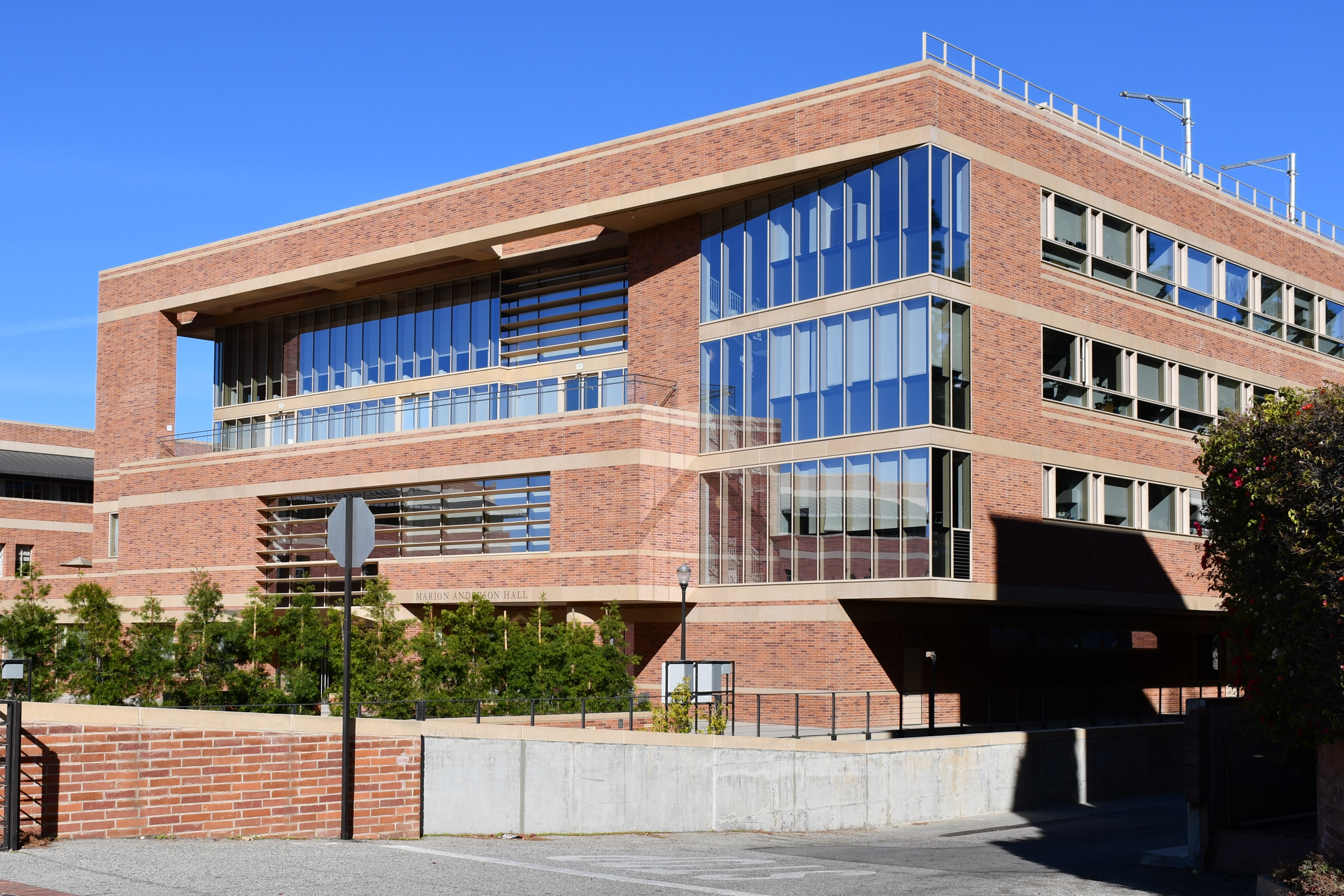
アンダーソン・スクール・オブ・マネジメント(UCLA Anderson)

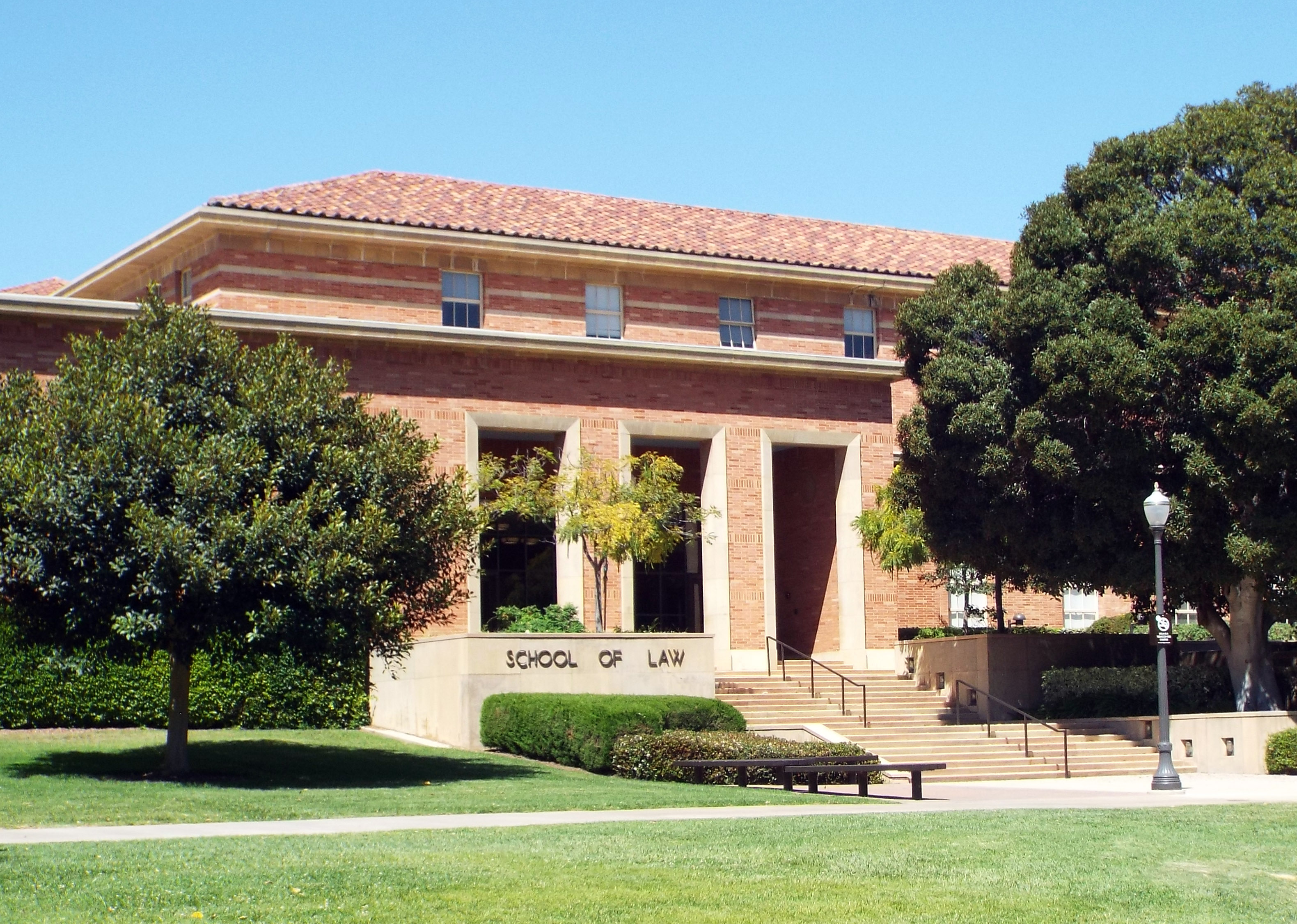
UCLAロースクール(UCLA Law)

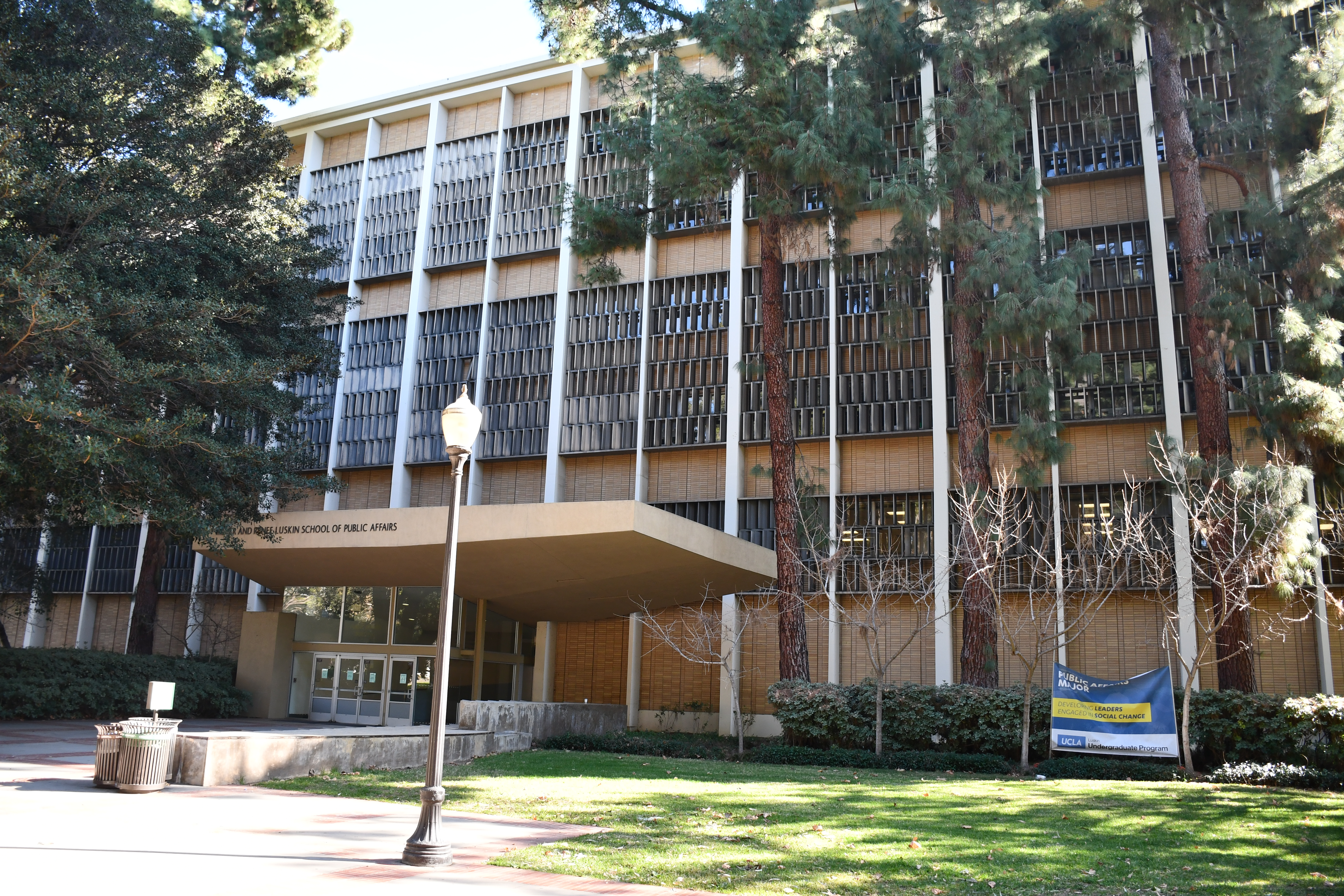
UCLAラスキン公共政策大学院(UCLA Luskin)

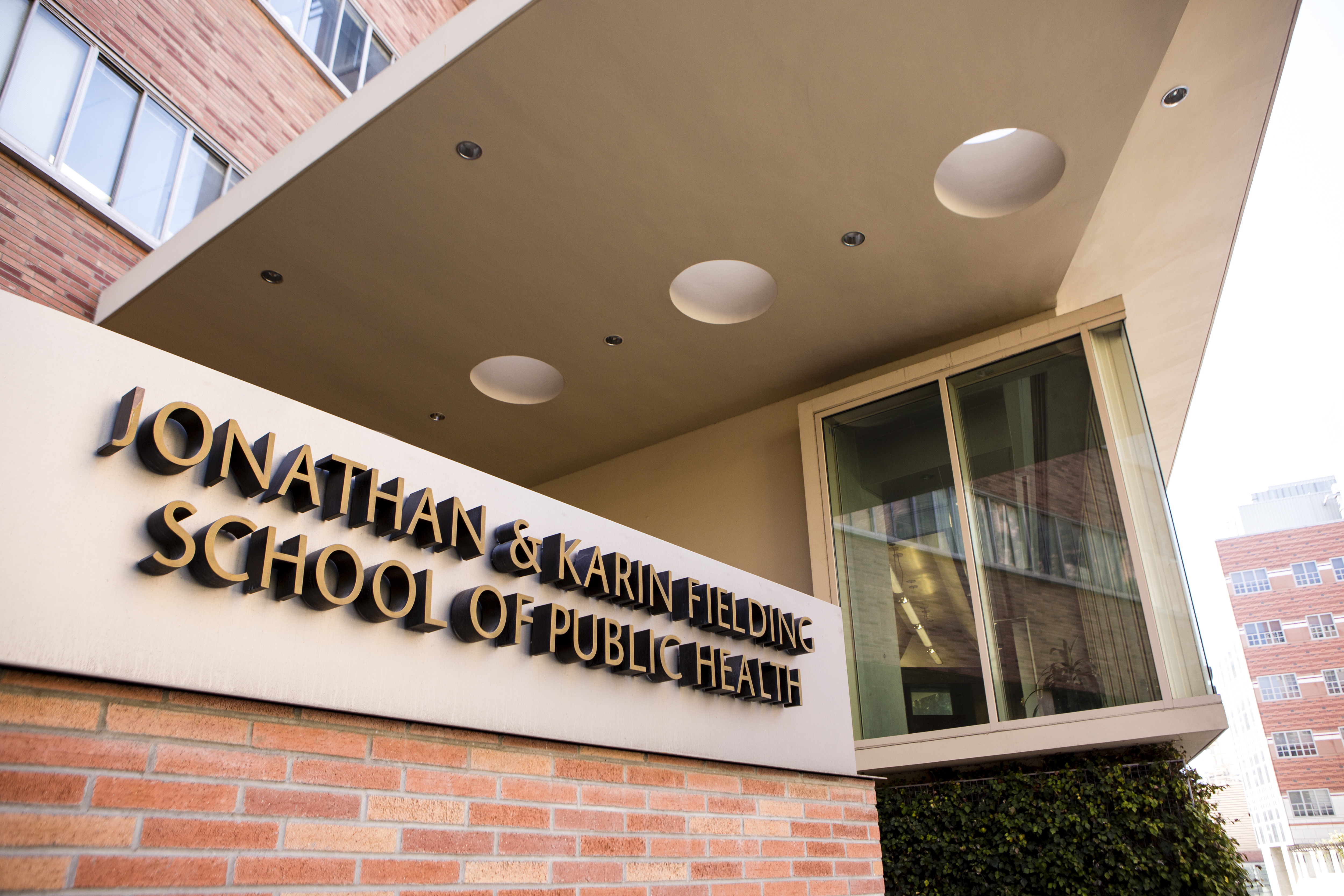
UCLAフィールディング公衆衛生大学院(UCLA Fielding)

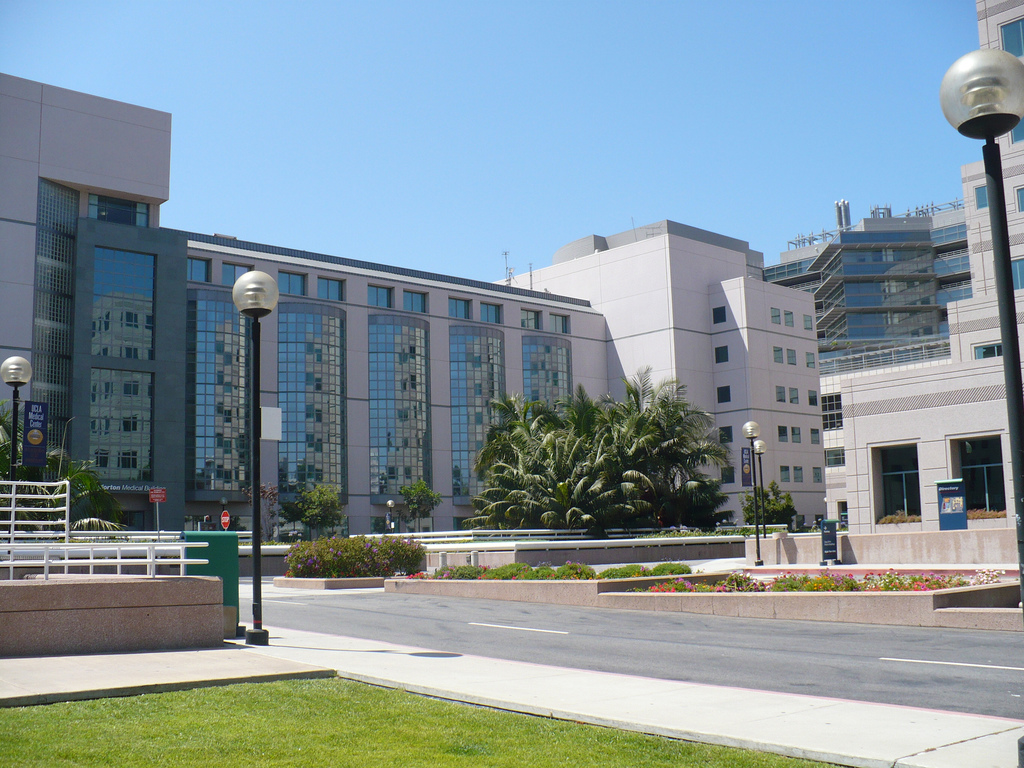
UCLAデビット・ゲフィン医科大学院(DGSOM)

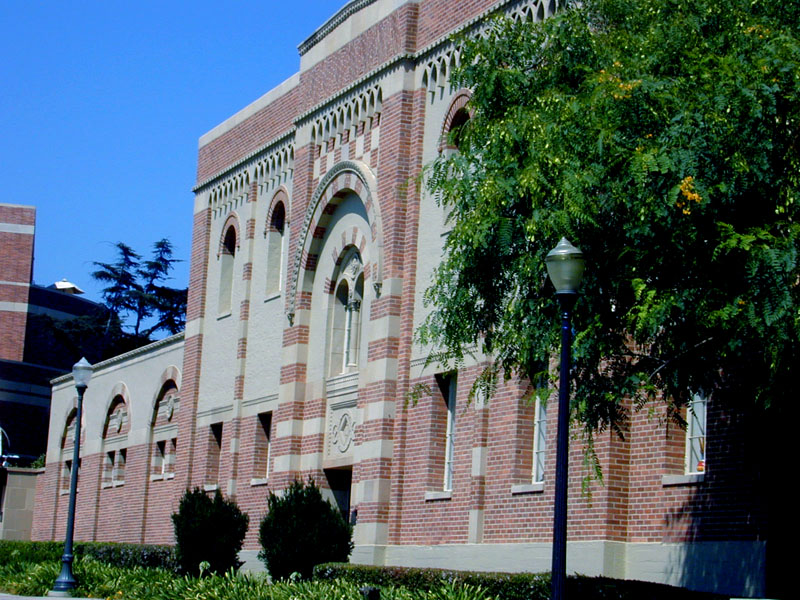
UCLA芸術＆建築学部(UCLA Arts)

カリフォルニア大学ロサンゼルス校（カリフォルニアだいがくロサンゼルスこう、英語: University of California, Los Angeles, UCLA) は、アメリカ合衆国第2の都市かつ西海岸最大の都市であるカリフォルニア州ロサンゼルスに位置する総合州立大学である。校是は "Fiat lux"（そこに光あれ/Let There Be Light）。
過去卒業生から16人のノーベル賞受賞者を輩出し、全米公立大学ランキング第1位、 US News世界大学ランキング第11位、THE世界大学ランキング第18位に位置するなど、名門公立大学として国内外で知られる。理系・文系共に国際的評価が高く、工学・理学・コンピュータ科学および医学・公衆衛生学、文系の経営学・法学分野は著名である。
MBAを提供するアンダーソン・スクール・オブ・マネジメント(Anderson School of Management, UCLA Anderson)、法科大学院のUCLAロースクール(UCLA Law)、公衆衛生大学院のUCLAフィールディング公衆衛生大学院(UCLA Fielding)およびUCLAデビット・ゲフィン医科大学院(DGSOM)は、いずれも全米TOP15で名高い。
UCLAラスキン公共政策大学院(UCLA Luskin)は、全米TOP20となっている。
また、UCLA芸術＆建築学部(UCLA Arts)は、総合大学としてはイェール美術学校(Yale School of Art)と並び全米トップクラスであり、芸術・美術系専門大学で3大トップスクールであるロードアイランド・スクール・オブ・デザイン(RISD)、カリフォルニア芸術大学(CalArts)、シカゴ美術館附属美術大学(SAIC)に匹敵する。
カリフォルニア大学システム（UCシステム）の1校で、カリフォルニア大学バークレー校（UCB）に次ぐ歴史を持つ（1919年に設置）。
カリフォルニア州の大学としては最も学生数が多い。5つの学部と7つの大学院から構成され、4万人を超える学生が在籍している。
230人以上のオリンピックメダリストを輩出し、全米大学体育協会（NCAA）ではスタンフォード大学に次ぐ138回優勝を獲得するなど世界的に活躍するアスリートが多く輩出している。1969年10月29日にキャンパス内で行われたARPANET（国防総省高等研究計画局通信ネットワーク）上でのデータ送信実験は、インターネットが誕生した瞬間とされ、「インターネット誕生の地」としても知られる。

## 概観
UCLAはカリフォルニア州ロサンゼルスに大学本部があり、419エーカーの広さを誇る大学キャンパスには、163の建物があり、100以上の学部・学科を有する。
UCLAの学部課程への入学希望の出願者数は2003年以来、例年全米最多であり、2020年には出願者数が13.9万人を突破し、出願数最多記録を更新した。UCLAは、2024年度秋学期には139,485人が出願し、15,004人が合格した。合格率は9%と、同大学系列のバークレー校の11%を下回り、公立大学としては最も低い合格率である。
UCLAは名門公立大学の集まりであるパブリック・アイビーの一校であり、2017年までに、教授・卒業生・大学関係者から計24人のノーベル賞受賞者が輩出している。パシフィック12カンファレンスのうちの1校である。

### 略歴
UCLA（カリフォルニア大学ロサンゼルス校）の起源は、1881年3月に南カリフォルニア地域における教員養成を目的としてカリフォルニア州議会によって設立されたCalifornia State Normal School（現在のサンノゼ州立大学）の分校に遡る。
1882年8月にThe State Normal School at Los Angelesとして正式に開校し、教員の研修を目的とした小学校が付属する、南カリフォルニア地域での中心的な教育機関となる。
1887年にはLos Angeles State Normal Schoolと改称され、施設規模・学生数ともにより規模の大きなものとなる。
1914年にハリウッド地区バーモント通りに全施設が移設された。
1919年5月、教育施設、教育内容充実のために南カリフォルニア選出の議会代表員の請願を経て、カリフォルニア大学南部分校として2年制の教養課程を有した大学校へと昇格した。同校は同年の9月に開校し、初年度には1,500人の学生が同校の教養課程へ入学した。1925年には100人の女子学生、25人の男子学生に文学士号が授与され、同校初の学士が誕生した。
1927年に、分校から大学へと格上げされ、カリフォルニア大学ロサンゼルス校 (University of California at Los Angeles、 UCLA) へと改称された（1958年にatがコンマ（,）に置き換えられ、現在の校名（University of California, Los Angeles,  UCLA、ユーシーエルエー）となる。)。
同年、改称とともに現在の大学所在地ウェスト・ウッドに400エーカーの土地を州政府が購入、パウエル・ライブラリーやロイス・ホール等の施設が建設され、UCLAは大学としての諸整備が行われた。
1929年にUCLAは、新たなキャンパスでの授業が開始され、5,500人が学部生として入学する。
1933年には卒業生、所属教授、事務関係者、地域関係者からの強い要請に呼応する形で、UCLAに修士課程が設置され、修士号授与許可が下りた。
1936年にはUCバークレーの反対を押し切る形で、UCLAは大学独自に博士課程を設置し、博士号の授与を始めた。
しかしUCLAは、以前のカリフォルニア大学の一分校としてのイメージが世間には色濃く残っていた。UCLAの大学当局はそうしたイメージを払拭すべく、1951年に独自に「学長」を置き、UCバークレーから完全に独立した大学運営を確立しようとした。しかし、UCバークレーの大学首脳陣はUCLAの独立した大学運営を快く思わず、双方の大学当局は対立した。
1960年にUCLAの学長に選出されたフランクリン・マーフィーは、開明的な大学の運営改革を行い、それが功を奏し、UCLAはバークレー校からは完全に独立した大学運営を確立することに成功する。

## キャンパス

### キャンパス内施設
UCLAが現在のウェストウッド（Westwood）の地に移設された際には、4つの施設しか存在しなかったが、現在では419エーカーの敷地内に163の施設が存在する。キャンパスは、ロサンゼルス市の西部、ウェストウッド商業地区の北部、有名なサンセット大通りの南部に位置し、ブレントウッド、ビバリーヒルズ、ベル・エアー等の高級住宅街に隣接する。
移設時に建設された4施設は、地元の建築設計事務所Allison & Allisonによって設計され、ロマネスク様式で統一されていた。1950年までに建設された施設は同様式で統一されていたが、建築設計事務所・設計者がWelton Becketに変わったことから、ミニマリズムがベースの建物がキャンパス拡張と共に多くなった。
UCLAのキャンパスは北部と南部にキャンパスがわかれている。移設時に大学施設の中心であった北部キャンパスにはロマネスク様式の建物が多く存在し、人文科学、社会科学、芸術系学部、法科大学院、ビジネス・スクール関連施設が存在する。南部キャンパスは生命科学、物理化学、数学、心理学部の施設そしてUCLAメディカル・センターをはじめとする健康科学関連の施設が存在する。キャンパス内の施設が常に改築や建設中の状態にあり、学生間では「Under Construction Like Always（UCLA：いつも工事中）」と揶揄（やゆ）されている。

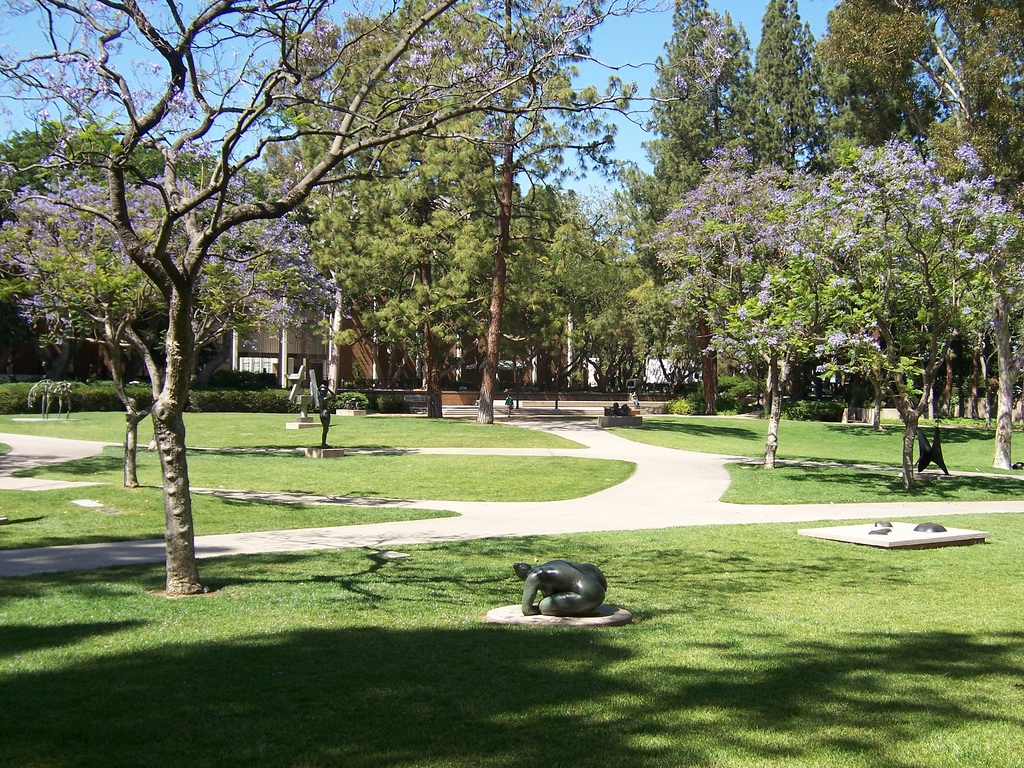
マーフィー銅像庭園

UCLAの大学のキャンパス内には芝生、銅像庭園、噴水、博物館等が多く点在し、良質の学習・研究環境を提供している。その美しい景観から観光名所として世界各国からの訪問が多くあり、学生による観光客向けのキャンパス・ツアーも実施されている。エンターテイメント産業の中心地であるハリウッドに近いという地理的理由から、アーティストや映画人が輩出しており、映画・テレビの撮影に使われることも多い。UCLAのキャンパスで撮影された主な映画は「エリン・ブロコビッチ」、「アメリカン・パイ2」、「アダルト♂スクール」、「キューティ・ブロンド」（ハーバード・ロー・スクールが舞台だが撮影場所はUCLA)等がある。韓国ドラマ、ラブストーリー・イン・ハーバードでもUCLAの施設が撮影に利用された。
UCLAのカフェテリアは味、種類の両面でとても評価が高く、不評なことが多い大学のカフェテリアには珍しく学生の満足度も高い。カフェテリアでは世界各国の料理が楽しむことができ、様々な学生の要求にこたえられるように、いろいろな工夫が施されている。一例として、菜食主義者、非菜食主義者どちらも満足の行く食事ができるよう菜食主義者用の食事と非菜食主義者の2種類が用意されている。また、昼食の際の広大なキャンパス間の移動の手間を省くため昼食用にセルフ・サービスでサンドイッチを作るコーナーも用意されている。また、大学生協にあたるUCLAストアの2階にはTSUNAMIという日本食（主に寿司）と日本製のゲーム機を提供する一画が、また、Rieber Hallの後方にある小規模の売店Hilltopにもアボカド入りの寿司やいなり寿司が売られているなど、日本人にとって比較的住みやすい環境だと言えよう。

### 学部・研究科

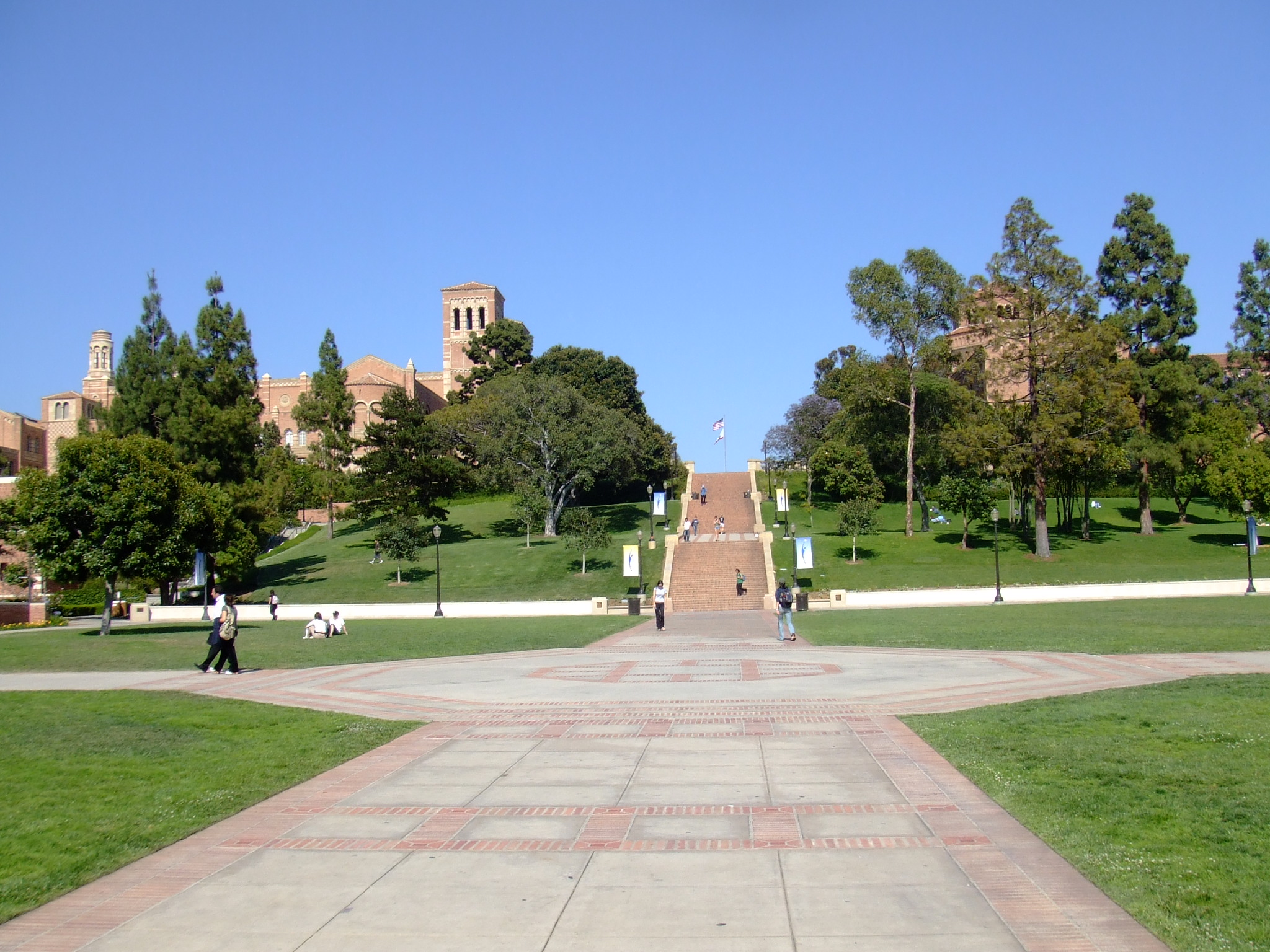
ウィルソンプラザ

UCLAには学部課程に5つの学部 (School) 、研究課程に7つの専門大学院がある。また、健康科学研究機関としてこれら関係分野に4つの専門大学院が付設されている。2008年現在、学部課程に25000人、研究過程（大学院）に11000人の学生が在籍している。学部課程、研究過程に在籍する学生の大半が下記の教養学部 (The College of Letters and Science) に所属している。
1923年に創設されて以来、UCLAの中心的学部となっている教養学部 (The College of Letters and Science) には34の学科があり、129の学部課程専攻分野で900人の教授が教鞭をとっている。教養学部で提供されるプログラムは下記の5分野に大別される:
- 人文科学 (Humanities)
- 社会科学 (Social Sciences)
- 生命科学 (Life Sciences)
- 物理科学 (Physical Sciences)
- 国際機関 (The International Institution)

### 図書館
UCLAの図書館群には800万冊以上の蔵書があり、その蔵書数は全米中の全ての教育・研究機関中11位にランクされる。学内最古の図書館であるユニバーシティー・ライブラリー（通称パウエル図書館）は1884年に建設され、パウエル図書館の名前は1944年に図書館長に任命されたローレンス・パウエルに因んで名付けられた。1973年に図書館長に任命されたページ・アッカーマンは、UCLA級の巨大図書館の館長に任命された全米初の女性となった。現在の図書館長は、2003年8月に着任したゲーリー・ストロング。

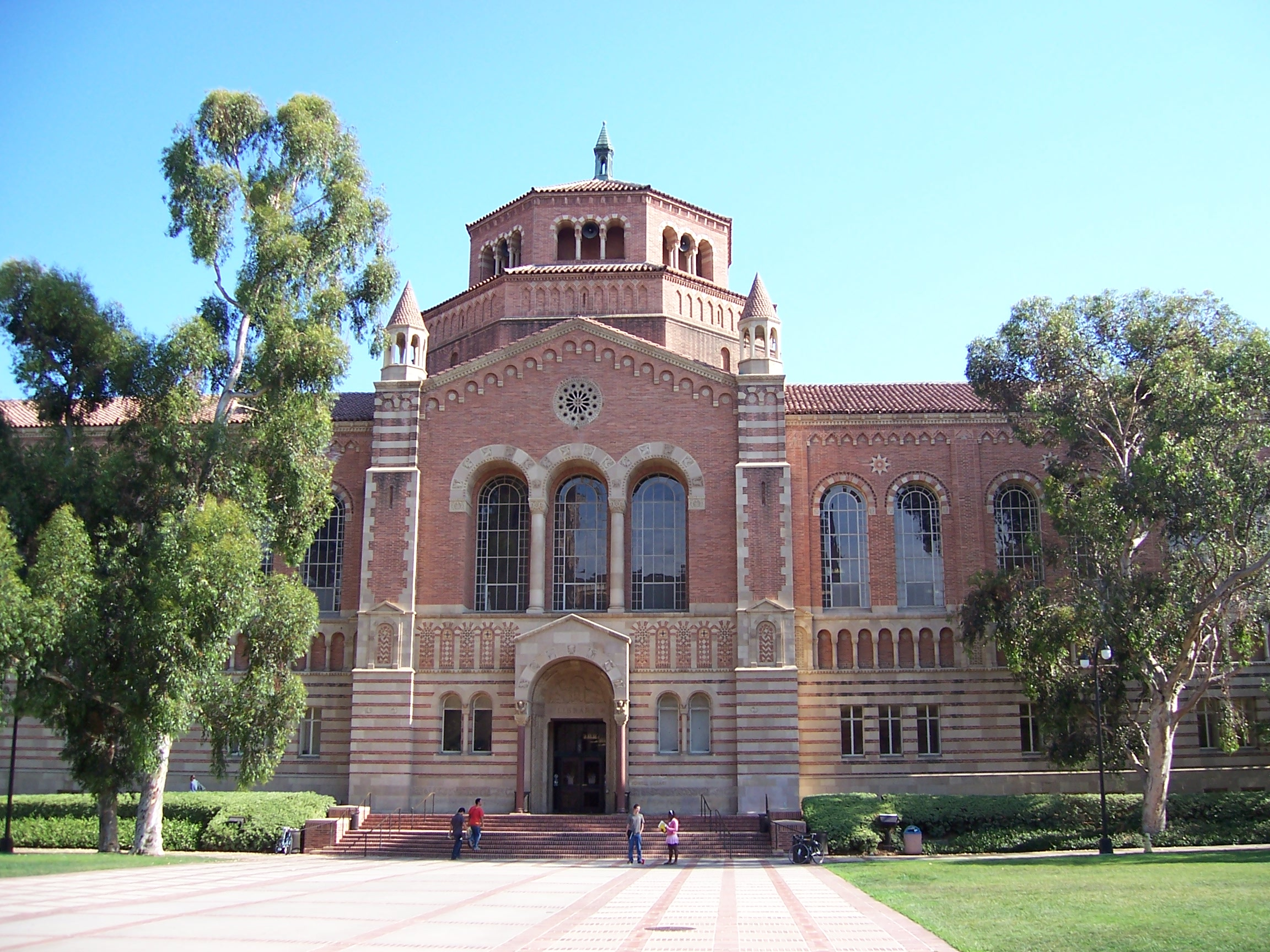
パウエル図書館

UCLAのシンボルであり、図書館群の中心的存在であるパウエル図書館は、学生の勉強の場として幅広く利用されている。定期試験期間中には開館時間が延長され、24時間の利用が可能である。試験期間中は学生が図書館に泊り込み勉強する姿が多く見られる。法科大学院図書館とは異なり、パウエル図書館への入館に際して特別な制限はない。（深夜の入館・利用にはID(Bruin Card)が必要)

### 医療研究機関
UCLAにはデイヴィッド・ゲフィン医科大学院 (David Geffen School of Medicine) をはじめとする4つの健康科学分野の専門大学院が付設されている。各大学院共に全米トップクラスの研究・教育実績を誇り、米国のみならず世界的な医療研究の拠点となっている。2005年には、カリフォルニア州政府によってUCLA内に新たに幹細胞研究機関を設置する5カ年計画が発表され、この分野でも、世界的研究拠点になることが期待されている。主要な研究機関の一つであるカリフォルニア・ナノシステム研究所 (The California NanoSystems Institute) はナノテクノロジー分野での先駆的研究を目標として、カリフォルニア大学サンタバーバラ校の協力の下共同設置された。
UCLAメディカル・センターはサンタモニカ市内とロサンゼルス市内に主要医療施設を有し、ハーバーUCLAメディカル・センター (Harbor-UCLA Medical Center) ,オリーブ・ヴューUCLAメディカル・センターそして西海岸最大の非営利私立病院、セダーズ・サイナイ・メディカル・センターにて医療教育を行っている。1981年にUCLAのメディカル・センターの准教授、マイケル・ゴットリーブが世界で初めて、後にAIDSと命名され世界中に知られることとなる症状を診断し世界にその名をとどろかせた。UCLAはPETスキャンによる脳機能研究でも先駆的研究機関として知られる。
2012年のUSニューズ&ワールド・レポート誌によるランキング (Best Hospitals 2012) では、UCLAメディカル・センターは西海岸で最良の医療研究機関とされ、ジョンズ・ホプキンス大学付属病院 、メイヨー・クリニックなどに次ぐ全米第5位と高い評価を得ている。

## スポーツ

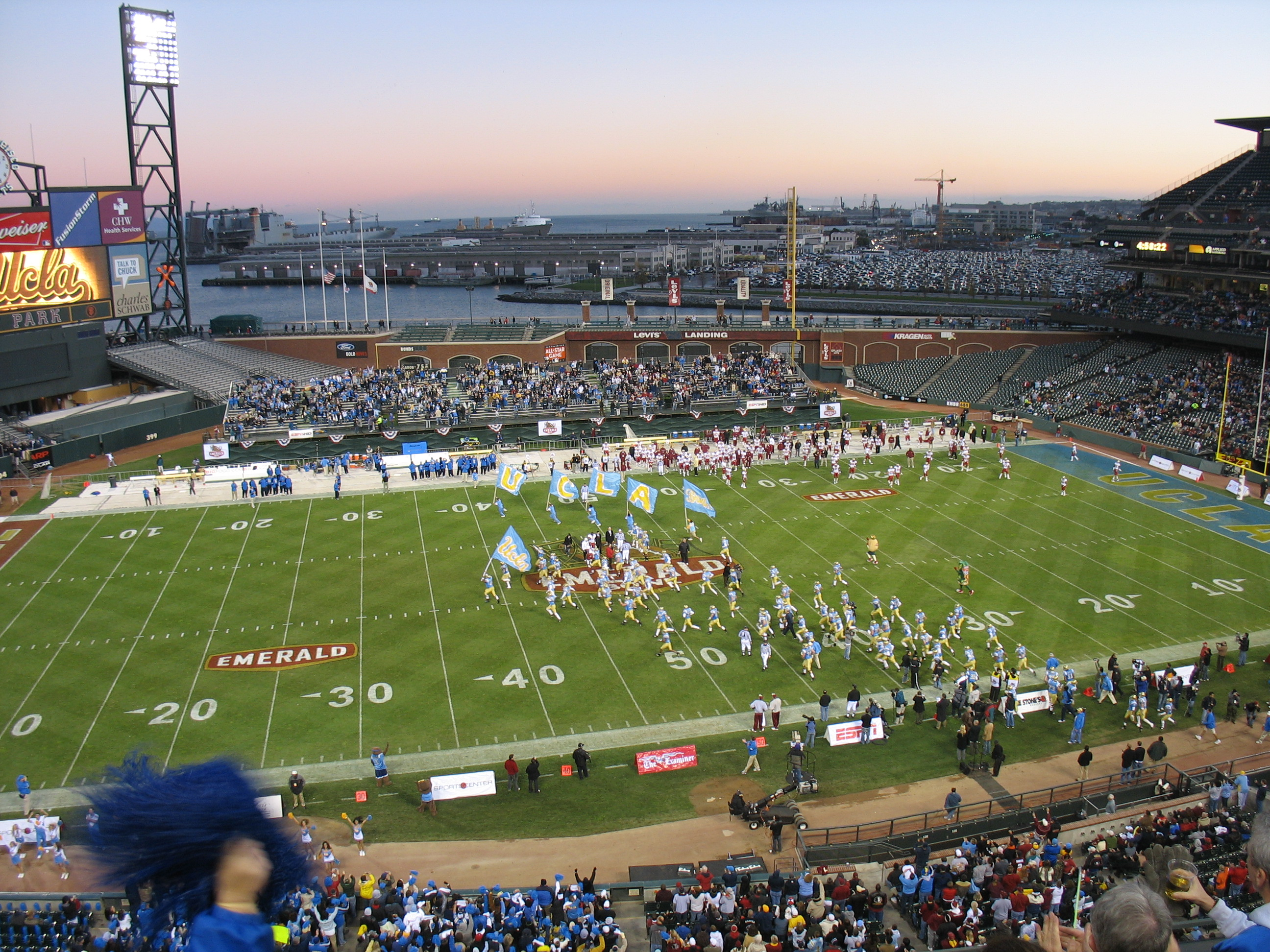
2006年、UCLA vs FSU戦

カレッジ・スポーツで使用されるUCLAのロゴ

カレッジ・スポーツ分野でのUCLAの活躍は学問分野における活躍と同様に目覚しく、全米中で各チームが強豪として知られる。UCLAのマスコットはブルーインズと呼ばれる熊で、チーム・カラーは"True Blue"と呼ばれる青と金 (このカラーは全カリフォルニア大学システムの大学に共通) 。パシフィック12カンファレンス に属する。
UCLA男子フットボール・チームは、パサデナ市内のローズボウルを活動本拠地として有し、男子・女子バスケットボール・チーム、バレーボール・チーム、女子体操チームはキャンパス内施設、ポーリー・パビリオンを活動拠点としている。その他にもUCLAは男子・女子クロス・カントリー、サッカー、漕艇、ゴルフ、テニス、水球チームを有する。
大学マスコットは熊 (Bruins) のジョーとジョセフィーンで公式応援歌は "Sons of Westwood"、 "Mighty Bruins"、校歌は "Hail to the Hills of Westwood" とされている。公式応援歌である "Mighty Bruins" は1984年に発表され、同年の対スタンフォード戦より応援歌として使用されている。歌詞は卒業生・在校生より募集され、2人の在校生の詞が採用された。作曲はアカデミー音楽賞受賞者である、ビル・コンティが担当し、先述の対スタンフォード戦でのお披露目ではコンティ自身が指揮した。
先述の通り、UCLAの各チームは全国的強豪として知られ、これまでの全米大学選手権での優勝数は127回に上る。この優勝数の内NCAA (全米大学体育協会) 優勝数は114回で、この数はスタンフォード大学に次いで全米大学チーム中第2位である。女子・水球チームが全米選手権において、史上最多の11回の優勝を誇る。（2017年12月時点）
数あるUCLAスポーツ・チームの中でも男子バスケット・チームの活躍は目覚しく、UCLAのカレッジ・スポーツを代表するチームと言っても過言ではない。UCLAのスポーツ史を振り返る際に忘れてはならない人物が、UCLAバスケットボール黄金時代を築き、20世紀最高の指導者とうたわれたジョン・ウッデンコーチである。彼がUCLAで指導した13年間で、UCLA男子バスケットボール・チームは10回の全米優勝を飾り、内1964年から1975年 (66年、74年を除く) までの連続7回の優勝は、伝説とまで言われている。また、1971-1974年には前人未到の88回の連続優勝記録を打ちたて、UCLA男子バスケットボール・チームの名を不動のものとした。NBA史上最高のセンターと言われ、マジック・ジョンソンと共にLAレイカーズ黄金期を築いたカリーム・アブドゥル・ジャバーは当時のチーム在籍者である。
UCLAは1928年のアムステルダムオリンピック以来、夏季オリンピックへは毎大会選手を送り続けており、参加した全オリンピックにてメダルを獲得している。2004年アテネオリンピックでは全米で最多となる56人の選手を送り込み、合計19のメダルを獲得した。2008年夏季北京オリンピックへも少なくとも34人のUCLA在籍生、卒業生が参加すると同校は公表している。
またUCLAのカレッジ・スポーツにおいて切っても切れない存在がUSC（南カリフォルニア大学）とのライバル関係である。両校は同じロサンゼルス市内、同じカンファレンスに属し、過去数々の名勝負を繰り広げてきた。NCAAでの全米優勝回数ランキングにでも、2位のUCLAに次ぐ優勝回数をUSCは誇り、UCLA最良のライバルとされる。このライバル関係はカレッジ・スポーツの枠を超えた、オリンピック選手輩出数でも見られ、メダル獲得数がUCLA、213個、USC、234個と接戦を繰り広げる。

## 入学
|                | 2023    | 2024    |
| -------------- | ------- | ------- |
| 出願者数（人） | 145,910 | 146,276 |
| 合格者数（人） | 12,737  | 13,114  |
| 合格率（%）    | 9       | 9       |

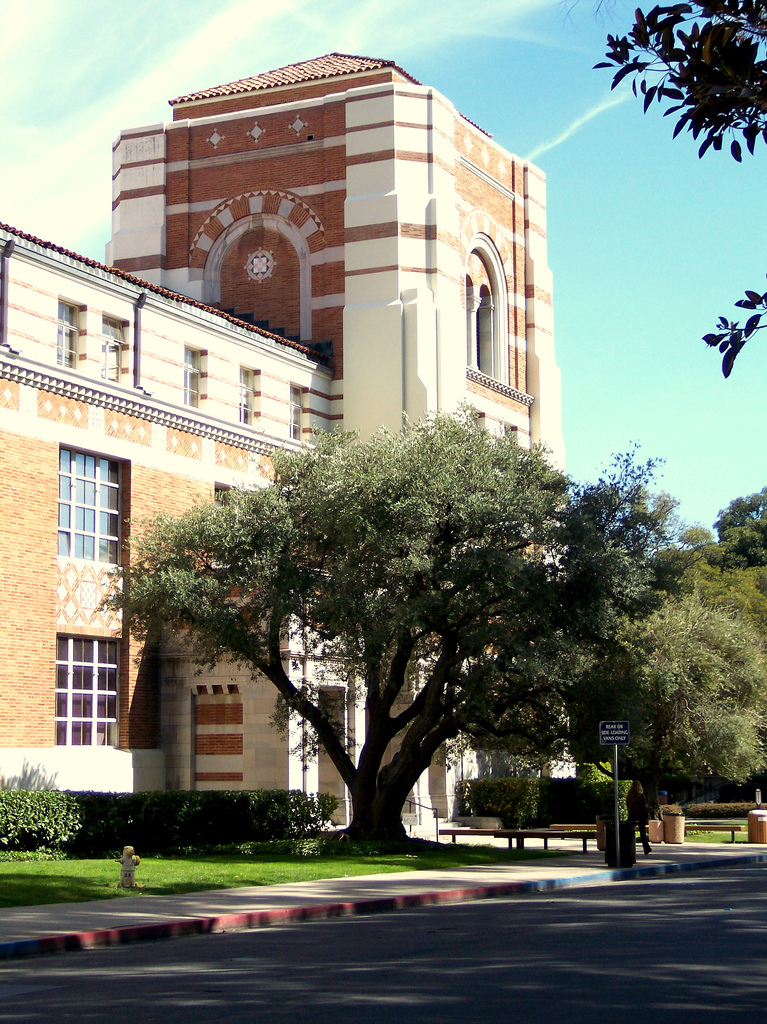
ドッド・ホール

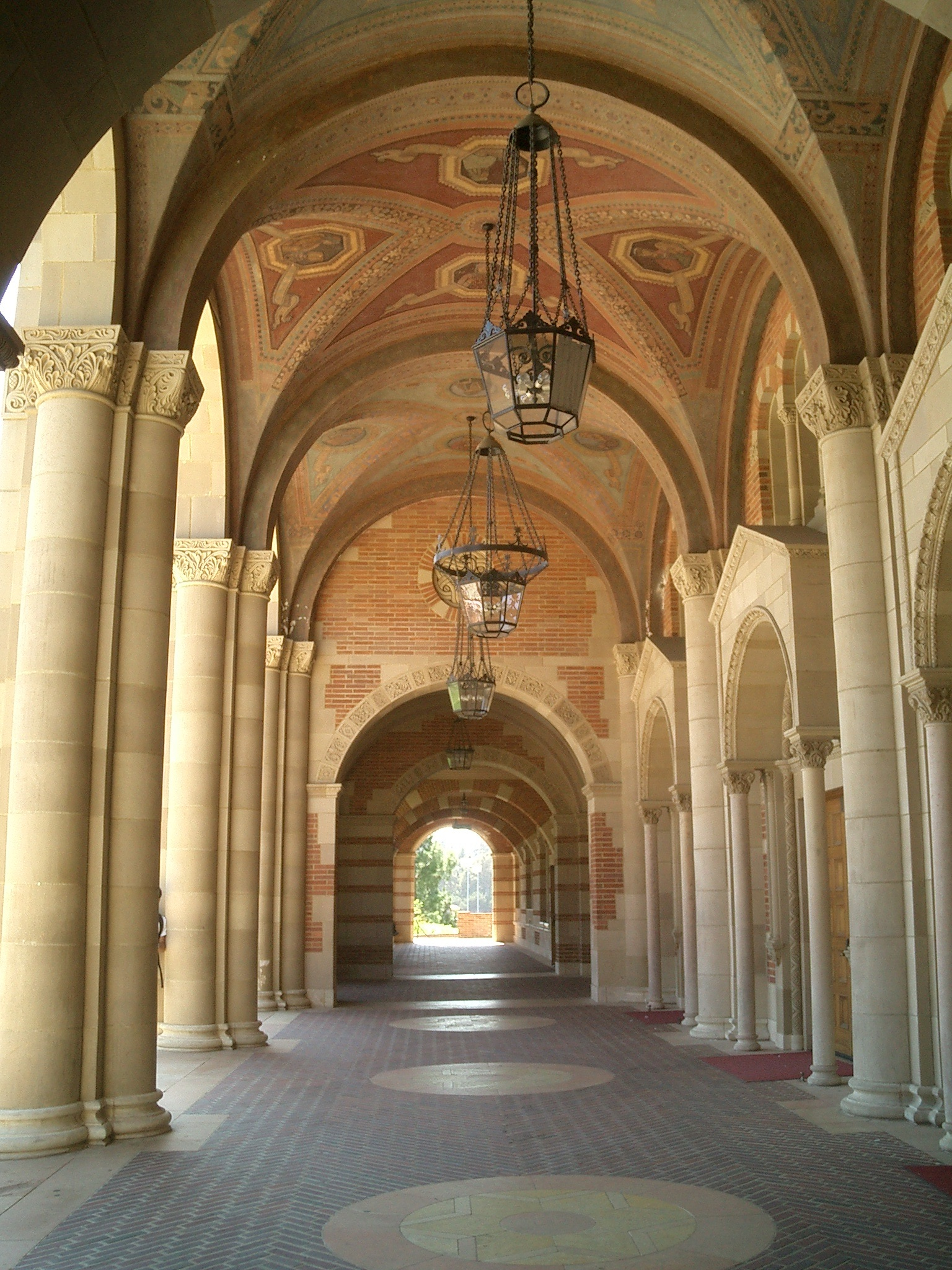
ロイス・ホール内部

2008年秋学期より、1年生としてUCLAに入学する学生の平均加重GPA（Weighted GPA）は4.34（通常GPAは4.00満点だが、大学レベルの授業や優秀者選抜クラスの授業をとることで4.00を超えるGPAをとることが可能）、通常GPAは3.85（4.00満点）、SAT（Reasoning）の平均スコアは2001点（2400点満点）である。
UCLAはプリンストン・レヴュー誌及びバロンズ教育誌による入学難易度指標で"Most Selective"（最難関）を与えられている。1998年度以来、出願者数は全米中で最多である。2024年度秋学期への出願者数は146,276人に上り、そのうち13,114人に入学許可が下り、合格率は8.9%であった。入学者の9割以上を占めるカリフォルニア州民の合格率は10%であった。

### 編入学
他の米国の大学同様、編入学は盛んである。例年UCLAでは、5,000人程度を編入枠として用意している。2024年度秋学期には27,177人が出願し、6,177人に合格許可が下りた。合格率は23%で、合格者の平均GPAは3.9となっている。合格者の93%がカリフォルニア州内のコミュニティー・カレッジ出身者となっている。一年生入学と同様、例年出願者数は増加傾向にあり、2023-2024年度の間に出願者は1,910人増加し、13.3%の増加（対2023年度比）となった。合格率は毎年下がり続けてい。

### 非州民生の入学
UCLAは州立大学であるため明確な入学優先順位が存在し、カリフォルニア州民学生の入学が最優先となる。そのため、州外生、外国籍学生の入学はカリフォルニア州民よりも厳しいものとなり、必然的にカリフォルニア州民学生よりも高いテスト成績、GPA、課外活動歴等が必要となる。州外、外国籍学生はカリフォルニア州民学生よりも高いGPA（平均合格GPAよりも0.2-0.3程度高いGPA）が必要とされる。新入生において、2018年度秋学期には留学生・非州民生を合わせて19,370人が出願し、2,210人に合格許可が下りた。
UCLAの合格率は11%であり、州民より低い。編入学では、同時期には留学生・非州民生を合わせて4805人が出願し、935人に合格許可が下りた。合格率は19%となっている。
編入学に関しても、大学側の公式見解としては「入学前の学校がカリフォルニア州内の高校・大学であり、学生が入学前に2年間以上カリフォルニア州に滞在していた場合、カリフォルニア州民と同様に審査が行われる」としている。入学審査の中での優先順位はないとされているが、実際には州民優先の入学選考が行われていることは、一部の入試担当者の発言や大学が公表している編入生に関するデータから明らかである。

## 学生・生活
| 学生の人種構成, 2007 (カッコ内は全学生数に占める割合) | 学部課程      | 研究課程      |
| アフリカ系米国人                                      | 865人 (3.3%)  | 438人 (3.8%)  |
| アジア系米国人                                        | 9,968人 (38%) | 2,253人 (20%) |
| ヒスパニック or チカーノ                              | 3,812人 (15%) | 974人 (8.4%)  |
| ネイティブ・アメリカン                                | 108人 (0.4%)  | 63人 (0.5%)   |
| 欧州系米国人（白人）                                  | 8,861人 (34%) | 4,643人 (40%) |
| 外国籍学生 （永住権取得者も含む）                     | 1075人 (4.1%) | 1695人 (15%)  |
| 合計                                                  | 25,928人      | 11,548人      |

UCLAは州立大学であるため、UCLAの学生の大部分がカリフォルニア州民である。2017年秋の入学者統計では学部課程在籍者の78.0%がカリフォルニア州民となっている。しかし、他州出身者も多く在籍し出身州は米国全50州に渡り、外国籍学生の出身国も世界100カ国に上る。州立大学のためカリフォルニア州出身者と州外出身者では学費が異なり、カリフォルニア州出身者に課される学費（登録費等の諸費用含む）が年間約1万6,000ドルに対して、州外出身者は年間約4万6,000ドルとなっている。
UCLAの名物・伝統的な行事の一つにアンディ・ラン (Undie Run) がある。これは1950年代に学生間で自然発生的に始まった行事で期末テスト終了後、ストレス発散のために下着だけを身に着けて叫びながらキャンパス内を走り抜けるイベントである。

ハリウッドに近いと言う地理的な要因から、キャンパスに隣接するウェストウッドでは映画のプレミアム試写会が頻繁に行われる。レッドカーペットの上を歩くハリウッドスターたちを間近で見ることができることは、UCLA生の特典と言えよう。長年ライバル関係にある南カリフォルニア大学とのスポーツ試合は伝統の一戦になっており、例年、フットボールに限らず、バスケット、野球、陸上など全てのゲームで他校との試合以上の盛り上狩りを見せる。

## ランキング

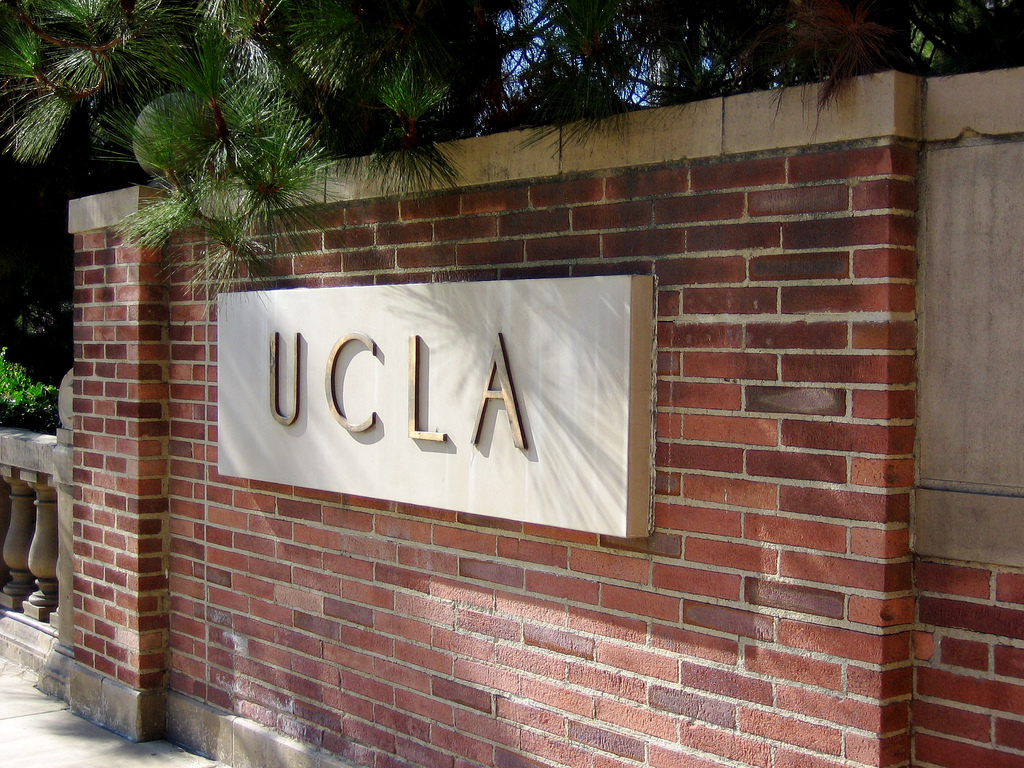
校門

### 主要世界大学ランキング
Times Higher Education(THE) World University Rankings 2024
- Overall Ranking：第18位[16]
- Reputation Ranking（各学会での国際的な評判や認知度を基にしたランキング）：第9位[17]

U.S. News Best Global Universities Rankings 2022
- 第14位[18]

Academic Ranking of World Universities 2021
- 第14位[19]

QS World University Rankings 2022
- 第40位[20]

### U.S. News 大学ランキング
U.S. News Best Colleges 2024-2025
- 全米大学総合ランキング（学部）：第15位[21]
- 全米公立大学ランキング（学部）：第1位[22]

U.S. News Best Grad Schools 2017-2018
- 経済学：第12位[23]
- 歴史学：第9位[24]
- 政治学：第12位[25]
- 心理学：第3位[26]
- 社会学：第8位[27]
- 英文学：第6位[28]
- 物理学：第17位[29]
- 化学：第15位[30]
- 生物学：第18位[31]
- 工学：第16位[32]
- 数学：第7位[33]

- 医科大学院：第21位（Research）[34]
- 法科大学院：第14位[35]
- 経営大学院：第18位[36]
- 教育大学院：第3位[37]

### その他ランキング
- Forbes全米億万長者出身校ランキング: 第9位 (同位: コーネル大学/ マサチューセッツ工科大学(MIT)/ ノースウェスタン大学/ カリフォルニア大学バークレー校/ 南カリフォルニア大学)[38]

## 経済的影響
UCLAのロサンゼルス市・地域に与える経済的影響は大きく、ロサンゼルス郡ではロサンゼルス郡、LAUSD (ロサンゼルス公立学校連盟) 、連邦政府に次いで4番目に大きい雇用機関であり、地域規模では7番目に位置する。2005年-2006年度には36億円の運営予算が給付され、内17.4%がカリフォルニア州政府から支出されている。

### UCLAブランド

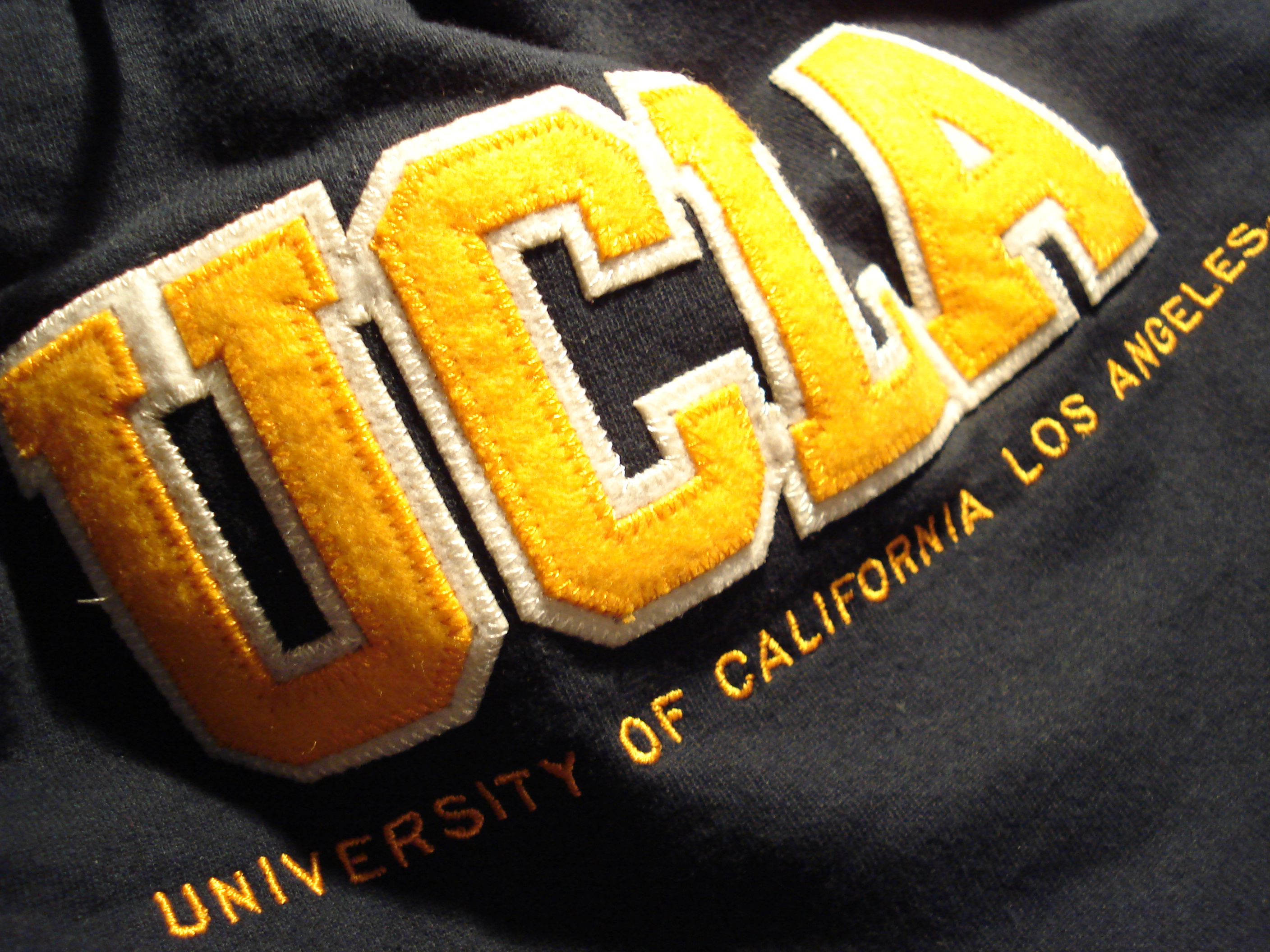
UCLAブランドのフード付きパーカー

UCLAブランドの衣服やアクセサリーは国外でも広く販売されており、人気を博している。これはUCLAの学問・スポーツ両分野での名声、そして自由や一年中を通して降り注ぐ日差しに代表されるような南カリフォルニアのライフ・スタイルを強く喚起する、というのが理由とされる。
日本では1970年代にUCLAブームが起こり、UCLAのロゴの入ったトレーナーやTシャツなどの製品を身に付ける人が増えた。そのため、他のアメリカの大学に比べて日本におけるUCLAの知名度が高まる結果となった。UCLAブランド製品に対する高い人気は東アジアでのUCLAブランド・ストアの拡大に繋がり、1980年より、15店のUCLAストアが韓国で、43店が中国本土で営業している。メキシコ、シンガポール、ヨーロッパにも支店が開店しており、商標・ブランド管理部門のマネージャーであるシンディー・ホルムスの発表によるとUCLAブランドへ、海外から支払われるライセンス料は年間40万ドルに上ると言う。特に売り上げのほとんどは北東アジアで、日本でのUCLAグッズの売り上げはUCLAグッズの海外における売り上げの約25%に達する。

## UCLA国際協定校
前述の通り、UCLAは非常に国際色豊かな教育・研究機関であり、世界各国から留学生を受け入れている。また、協定校プログラムを通して世界各国に学生を送り出しており、2005-6年度には、1966名の同学学生が英国、フランス、スペイン、イタリア、中国など世界各国の大学で就学に励んでおり、その数は全米で第7位となっている。UCLAは留学生数、海外留学派遣数ともにカリフォルニア大学システムの中で唯一全米TOP10内に位置している。

### 海外協定校
- 日本
  - 東京大学
  - 京都大学
  - 一橋大学
  - 東京工業大学
  - 大阪大学
  - 東北大学
  - 名古屋大学
  - 北海道大学
  - 九州大学
  - 千葉大学
  - 筑波大学
  - 明治大学
  - 上智大学
  - 明治学院大学
  - 国際基督教大学
  - 慶應義塾大学
  - 早稲田大学
  - 同志社大学
  - 都留文科大学
- イギリス
  - ロンドン大学
  - インペリアル・カレッジ・ロンドン
  - セント・アンドルーズ大学
  - ダラム大学
  - マンチェスター大学
  - ブリストル大学など
- フランス
  - パリ政治学院
  - 高等師範学校など
- カナダ
  - ブリティッシュコロンビア大学
- 中国
  - 北京大学
  - 復旦大学など
- 韓国
  - ソウル大学校[40]
  - 延世大学校

## UCLA 日本同窓会 (UCLA Japan Alumni Association)
UCLA卒業生同士の親交、及び同学において習得した知識、学問、経験を社会に還元し、日米関係、国際理解の一層の推進を目標として1975年11月14日に堤猶二 (プリンスホテル副社長 (当時) ) らによりUCLA日本同窓会は発足した。米国の特定の大学卒業生による同窓会としては有数の歴史を誇り、日米両社会における卒業生たちの活躍に支えられ、2005年には30周年を迎え、会員数が1200人を超えるなど発足当時の目標を達成することを念頭に活発に活動を続けている。
同窓会目標は「UCLAで学んだ全ての人達の友情と有意義な人間関係を更に高め、以って良き日本人として積極的に地域社会に尽くすと共に、国際理解の向上と日米の関係の発展に寄与する」である。
歴代同窓会長
- 初代会長：堤猶二 (実業家/東京テアトル取締役/元プリンスホテル社長:1965年B.A)
- 第2代会長：林瑞祥 (実業家/ヒューマックシネマ会長)
- 第3代会長：袖井林二郎 (国際政治学者/法政大学名誉教授:1964年M.A)
- 第4代会長：中部鉄次郎（実業家/幸新実業社長）
- 第5代会長：佐治信忠 (実業家/サントリー代表取締役社長:1971年M.B.A)
- 第6代会長：林瑞祥 (実業家/ヒューマックシネマ会長)
- 第7代会長：村井勝 (実業家/元コンパックコンピューター日本法人会長)
- 第8代会長：岡田達雄 (実業家/グローバル・スポーツ・アライアンス常任理事)
- 第9代会長：黒川清 (医学博士/東京大学名誉教授、成蹊学園名誉理事、日本医療政策機構代表理事)

- UCLA 日本同窓会
- UCLA 日本同窓会メーリングリスト
- West Coast Alumni Club of Japan (アメリカ西海岸主要大学の共同同窓会）

## UCLA 日本人学生会 (Japanese Student Association at UCLA)
Japanese Student Association at UCLA（カリフォルニア大学ロサンゼルス校日本人学生会）はUCLA在学中の日本人学生によって運営されている大学公認の非営利団体である。1981年に創立されて以来、着実に会員数を増やし現在では新旧会員含め、1700人の学生・卒業生が登録されている。日本人学生会は「「日本」というアイデンティティー・文化・言語を共有する学生が集まり、様々な交流を通じて学生生活をより活性化させること」を活動趣旨とし、例年、日本人学生間の交流、就職活動サポート、異文化交流、留学生活支援などを目的としたイベントを通年多数開催している。
- UCLA 日本人学生会

## 主な著名人

### ノーベル賞受賞者
- リチャード・ヘック (化学者/ノーベル化学賞受賞:1954年M.S<化学部>)
- ウィリアム・シャープ（経済学者/ノーベル経済学賞受賞:1955年B.A/1956年M.A<経済学部>)
- グレン・シーボーグ (化学者/ノーベル化学賞受賞:1934年B.S<化学部>)
- ロバート・メリフィールド (化学者/ノーベル化学賞受賞:1944年B.S/1949年M.S<化学部>)
- ラルフ・バンシュ (政治学者・外交官/ノーベル平和賞受賞：1927年B.A-Summa Cum Laude<政治学部>)
- エリノア・オストロム (政治学者/ノーベル経済学賞受賞(女性初):1954年B.A<政治学部>)

### 学会・科学・工学分野
- デレック・ボック (ハーバード大学元学長/UCLA Lab School)
- ルイーズ・リチャードソン (オックスフォード大学総長：1981年M.A/cf.chancellor（英:名誉職）,Pro-Vice chancellor)
- トーマス・ユージーン・エバーハート (物理学者/カリフォルニア工科大学元学長:1955年M.S)
- スティーブン・ミュラー (ジョンズ・ホプキンス大学学長)
- ヒラリー・パトナム (哲学者/ハーバード大学教授)
- マイク・デイヴィス (都市社会学者/カリフォルニア大学アーバイン校教授)
- エリザベス・ロフタス (認知心理学者/カリフォルニア大学アーバイン校教授:1966年:B.A & B.S)
- ワレン・ファレル (社会学者/マスキュリズム研究者:M.A(政治学))
- ジェフリー・マーシー (天文学者/太陽系外惑星の観測の第一人者:1976年B.S)
- デイビッド・パターソン (計算機科学者/カリフォルニア大学バークレー校教授:1969年B.A)
- デイヴィッド・ホー (外科医/AIDS研究者:MD)
- チェールス・E・ヤング (前UCLA学長)
- フレッド・ホイップル (天文学者:1927年B.S)
- フレッド・アンダーソン (アップル・コンピューターCFO:M.B.A)
- ポール・バラン (情報工学者：分散型コミュニケーション・ネットワーク)
- ジョン・ポステル (コンピューター科学者 (インターネットの神との異名を取る) /1966年B.S/1968年M.S/1974年Ph.D)
- ヴィントン・サーフ (情報工学者 (インターネットの父の一人) )
- トム・アンダーソン (MySpace (SNS) 創設者:M.A)
- ヘンリ・サミュエリ (電気工学者/ブロードコム設立者:1975年B.S/1976年M.S/1980年Ph.D)
- 洪致文 (台湾の気象学者・地理学者・鉄道研究家、作家)
- ナンシー・レブソン (宇宙工学者・計算機科学者/マサチューセッツ工科大学教授)
- メディ・ヌリシラジ (情報科学者/大阪工業大学情報科学部元教授)

### 宇宙飛行士
- ウォルター・カニンガム (NASA宇宙飛行士:1960年B.A/1961年M.S)
- ストーリー・マスグレーブ（英語版） (NASA宇宙飛行士)
- エリオット・シー (NASA宇宙飛行士)
- ジョン・L・フィリップス (NASA宇宙飛行士:1984年M.S/1987年Ph.D)
- 王赣骏（英語版）  (NASA宇宙飛行士:1968年B.S/1969年M.S/1971年Ph.D)
- アンナ・リー・フィッシャー (NASA宇宙飛行士:1971年B.S/1976年M.D)

### 芸術・文学分野
- キャサリン・アサロ (SF小説家:B.S)
- ジェームス・ロバート・ベイカー (小説家)
- ジョナサン・ケラーマン (臨床心理学者/作家:B.A)
- ハリイ・タートルダヴ (作家:Ph.D)
- ジュディ・シカゴ (フェミニスト/作家:M.A)
- ロバート・A・ハインライン (SF作家 (世界SF界のビッグ・スリーの一人)
- ビリー・ツィン (建築家:M.Arch)
- エリック・オーエン・モス (建築家:B.A)
- トム・ウィスコム (建築家:M.Arch)
- ホリー・ランドール (カメラマン)
- ランディ・ニューマン（作曲家）
- カマシ・ワシントン（ジャズミュージシャン）
- ジム・モリソン(ロック歌手：ドアーズの中心的メンバー。)
- レイ・マンザレク(ロックミュージシャン：ドアーズの中心的メンバー。)
- ロン・メイル（ミュージシャン：スパークスのメンバー）
- ラッセル・メイル（ミュージシャン：スパークスのメンバー）
- アンソニー・キーディス（ミュージシャン：レッド・ホット・チリ・ペッパーズの創設者でメンバー）

### 映画・TV分野
- ジェームズ・ディーン (俳優)

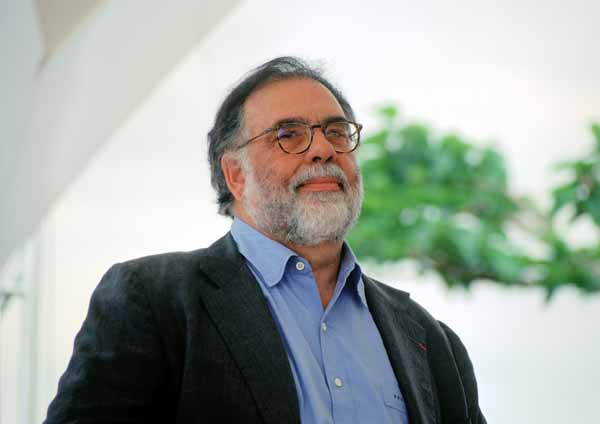
フランシス・コッポラ

- フランシス・フォード・コッポラ (映画監督)
- ショーン・アスティン (俳優：B.A)
- エリザベス・バークレー (女優：B.A)
- ゴア・ヴァービンスキー (映画監督 (パイレーツ・オブ・カリビアン監督) )
- バイロン・マン (俳優)
- ポール・シュレイダー (映画監督)
- マイク・コナーズ (俳優)
- ゲイリー・ロックウッド (俳優)
- ガブリエル・ユニオン (女優)
- ジョージ・タケイ (俳優:B.A)
- ジョエル・サーノウ (映画プロデューサー (「24」脚本作家) )
- ベン・スティラー (俳優：退学)
- ジェームズ・フランコ (俳優)
- スティーヴ・マーティン (俳優)
- スティーヴ・グッテンバーグ (俳優)
- ダニエル・パナベイカー (女優)
- ケイ・パナベイカー (女優)
- フランク・スポトニッツ (テレビプロデューサー、脚本家)
- ダニカ・マッケラー (女優、プロデューサー)
- ヘザー・ロックリア (女優)
- ヘレン・ハント - 女優 (アカデミー賞、ゴールデングローブ賞)

### 政治分野
- トム・ブラッドレー (元ロサンゼルス市長:B.A)
- ハリー・ロビンス・ハルデマン (実業家/ウォーターゲート事件の中心人物)
- ジョン・アーリックマン (リチャード・ニクソン大統領顧問:B.A)
- ロベルト・マドラゾ (2006年メキシコ大統領選候補)
- ダニエル・ワトソン (米国下院議員:B.A)
- ヘンリー・ワックスマン (米国下院議員:B.A}
- ジョン・キャンベル (米国下院議員:B.A)
- ブラッド・シャーマン (米国下院議員:B.A)
- キアステン・ジリブランド (米国上院議員:J.D)
- ジェリー・ルイス (米国下院議員:B.A)
- ウィリアム・スミス (第74代米国司法長官:B.A)
- ルー・レオン・ゲレロ（グアム準州知事）

### その他の分野
- カルロス・カスタネダ (作家/1962年B.A/1971年Ph.D)
- チャートリーチャルーム・ユコン (タイ王国王子・映画監督:B.S)
- ウボンラット (タイ王国王女)
- ジョナサン・ゴールド (ピューリッツァー賞受賞者)
- スティーフェン・ボーレンバック (ヒルトン・ホテル・グループ元CEO)
- アイバ・戸栗・ダキノ(太平洋戦争中のラジオ・アナウンサー/通称・東京ローズ:B.S)

### 日本人卒業生
- 宮川大介(経済学者/早稲田大学)
- 伊神満 (経済学者/トロント大学准教授:2009年M.A.、2012年Ph.D.)
- 伊吹知勢 (英文学者/お茶の水女子大学名誉教授)
- 臼井興胤 (実業家/コメダ社長、元セガ社長、元日本マクドナルドCOO:1988年M.B.A)
- 大串博志 (政治家/衆議院議員 (民進党) :1991年M.B.A)
- 永田寿康 (政治家/元衆議院議員 (民主党) :1995年M.B.A)
- 斉藤淳 (政治家/衆議院議員 (民主党) :1997年政治学研究科入学)
- 平智之 (政治家/衆議院議員 (民主党))
- 国光文乃 (政治家/衆議院議員 (自民党))
- 矢倉克夫 (政治家/参議院議員 (公明党))
- 野口悠紀雄 (経済学者/一橋大学名誉教授:1968年M.A)
- 青木正直 (経済学者/UCLA経済学部名誉教授:1960年Ph.D)
- 佐治信忠 (実業家/サントリー代表取締役社長:1971年M.B.A)
- 堤猶二 (実業家/東京テアトル取締役/元プリンスホテル社長:1965年B.A)
- 古関義幸（技術者/ビッグローブ社長:1981年M.S.）
- 長瀬文男 (実業家/イマジカ・ロボット ホールディングス会長:1983年M.B.A)
- 林瑞祥 (実業家/ヒューマックシネマ会長)
- 村井勝 (実業家/コンパック初代会長:1962年M.B.A)
- 宮澤孝夫（実業家/ハルメク社長)
- 富村隆一（実業家/日本テレコム副社長)
- 湯浅卓 (外国法弁護士・タレント:1984年LL.M)
- 田谷禎三 (経済学者/元日本銀行政策委員会審議委員:1973年M.A/1976年Ph.D)
- 田中義郎（教育学者/桜美林大学大学院教授:1985年Ph.D.)
- 袖井林二郎 (国際政治学者/法政大学名誉教授:1964年M.A)
- 吉川眞 (都市工学者/大阪工業大学名誉教授:1979年M.S)
- 高木英明 (流体力学、応用確率過程、通信ネットワーク、サービス科学/筑波大学名誉教授:1983年Ph.D)
- 河東泰之 (数学者/東京大学教授:1986年M.S/1989年Ph.D)
- 佐藤大八郎 (数学者/1963年Ph.D)
- 多賀利明（経営学者/元ペンシルベニア大学教授：M.B.A）
- 山崎養世 (経済評論家/元ゴールドマン・サックス投信代表取締役社長：1988年M.B.A)
- 鄭大均 (社会学者/立教大学教授:1978年M.A)
- 永久寿夫 (PHP総合研究所常務取締役・国家経営研究本部長:1994年Ph.D)
- 所澤保孝 (教育学者/関東学院大学人間環境学部教授:1996年Ph.D)
- 宮田律 (政治学者/静岡県立大学助教授:M.A)
- 桒山敬己 (文化人類学者/北海道大学教授:1989年Ph.D)
- 山田礼子 (社会学者/同志社大学社会学部教授:1993年Ph.D)
- 井上哲浩 (経営学者/慶應義塾大学院経営管理研究科教授:1996年Ph.D)
- 永田稔（経営コンサルタント/立命館大学大学院経営管理研究科教授、ヒトラボジェイピー代表取締役：1997年M.B.A)
- 中谷昇 (実業家/株式会社ジャステック代表取締役社長：2001年M.B.A)
- 菅原浩志 (映画監督)
- 迫本淳一（弁護士/松竹社長）
- 安田結子 (実業家/ラッセル・レイノルズ・ アソシエイツ日本代表:M.B.A)
- 岩田松雄 (実業家/スターバックスコーヒージャパンCEO:1990年M.B.A)
- 山本まゆみ (人類学者/宮城大学基盤教育群教授)
- 川名孝一 (アメリカ合衆国で活動した造園家・作庭家・ランドスケープアーキテクト/カリフォルニア大学教授)
- 高島英幸 (英語教育学者)
- 綿貫理明 (情報工学者/専修大学名誉教授:1976年M.S/1981年Ph.D)
- 山本晋吾（国際救急医師Ph.D/東京大学医学部附属病院）

### 著名教員 (過去の在籍者も含む)

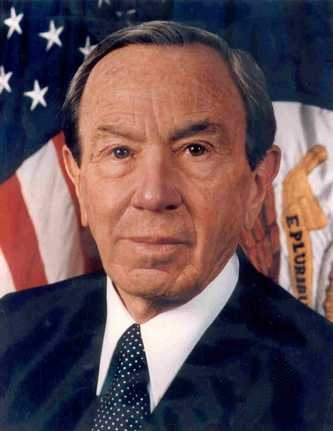
ウォーレン・クリストファー元国務長官 (UCLA政治学部教授)

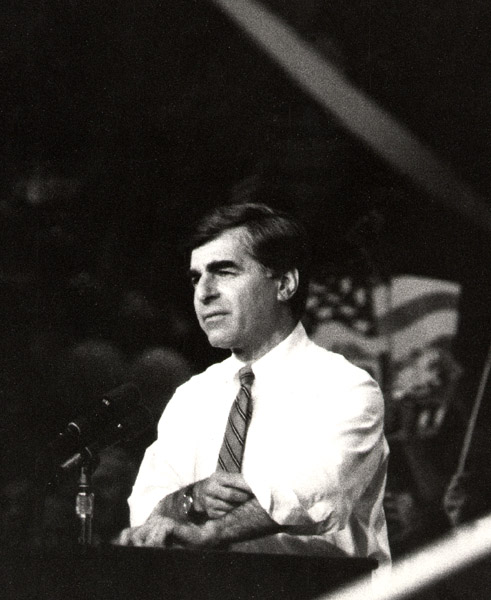
マイケル・デュカキス88年大統領選民主党候補 (UCLA公共政策学部教授)

- ポール・ボイヤー (生化学者/ノーベル化学賞受賞)
- ドナルド・クラム (化学者/ノーベル化学賞受賞)
- ルイ・イグナロ (薬理学者/ノーベル生理学・医学賞受賞]
- ウィラード・リビー (化学者/ノーベル化学賞受賞)
- バートランド・ラッセル (論理学者・数学者・哲学者/ノーベル文学賞受賞)
- ジュリアン・シュウィンガー (理論物理学者/ノーベル物理学賞受賞)
- ロイド・シャープレー（経済学者/ノーベル経済学賞受賞）
- フランク・オーウェン・ゲーリー (建築家/プリツカー賞受賞)
- リチャード・マイヤー (建築家/プリツカー賞受賞)
- トム・メイン (建築家/プリツカー賞受賞)
- レム・コールハース (建築家/プリツカー賞受賞)
- ザハ・ハディッド (建築家/プリツカー賞受賞)
- ニール・ディナーリ (建築家)
- グレッグ・リン (建築家)
- エルキ・フータモ (メディア考古学者)
- ルドルフ・カルナップ (哲学者)
- ピーター・セラーズ（演出家）
- アロンゾ・チャーチ (数学者)
- ジャレド・ダイアモンド (進化生理学者/ピューリッツァー賞受賞者)
- アルノルト・シェーンベルク (作曲家)
- ハンス・ライヘンバッハ (科学哲学者)
- カルロ・ギンズブルグ (歴史学者)
- ロバート・ジャーヴィス (国際政治学者)
- アラン・ケイ (計算機学者)
- テレンス・タオ (数学者/フィールズ賞受賞者)
- ウォーレン・クリストファー (元米国国務長官)
- マイケル・デュカキス (元マサチューセッツ州知事/1988年大統領選民主党候補)
- 大前研一 (経営コンサルタント)
- 阿部仁史 (建築家/日本建築学会賞受賞)
- 荒川昭夫 (気象学者、名誉教授)
- オリガ・T・ヨコヤマ（言語学者、特別栄誉教授）
- 平野克弥 (歴史学教授）